# Židlochovice
Židlochovice (niem. Groß Seelowitz) − miasto w Czechach, w kraju południowomorawskim. Według danych z 31 grudnia 2003 powierzchnia miasta wynosiła 593 ha, a liczba jego mieszkańców 3 075 osób.
W 1856 roku w Židlochovicach urodził się arcyksiążę Fryderyk Maria Habsburg – ostatni habsburski książę cieszyński, marszałek polny i generalny inspektor sił zbrojnych Austro-Węgier, a w 1860 roku jego brat Karol Stefan Habsburg – arcyksiążę austriacki z cieszyńsko-żywieckiej linii Habsburgów.
Z łąki przy židlochovickim pałacu wystartował pierwszy w historii Czech balon. Jednostka napełniona ciepłym powietrzem została zbudowana przez fizyka i botanika, Tadeáša Haenke.

## Demografia
| Rok             | 1970  | 1980  | 1991  | 2001  | 2003  | 2012  |
| --------------- | ----- | ----- | ----- | ----- | ----- | ----- |
| Liczba ludności | 2 855 | 3 443 | 3 251 | 3 087 | 3 075 | 3 605 |

Źródło: Czeski Urząd Statystyczny

## Galeria

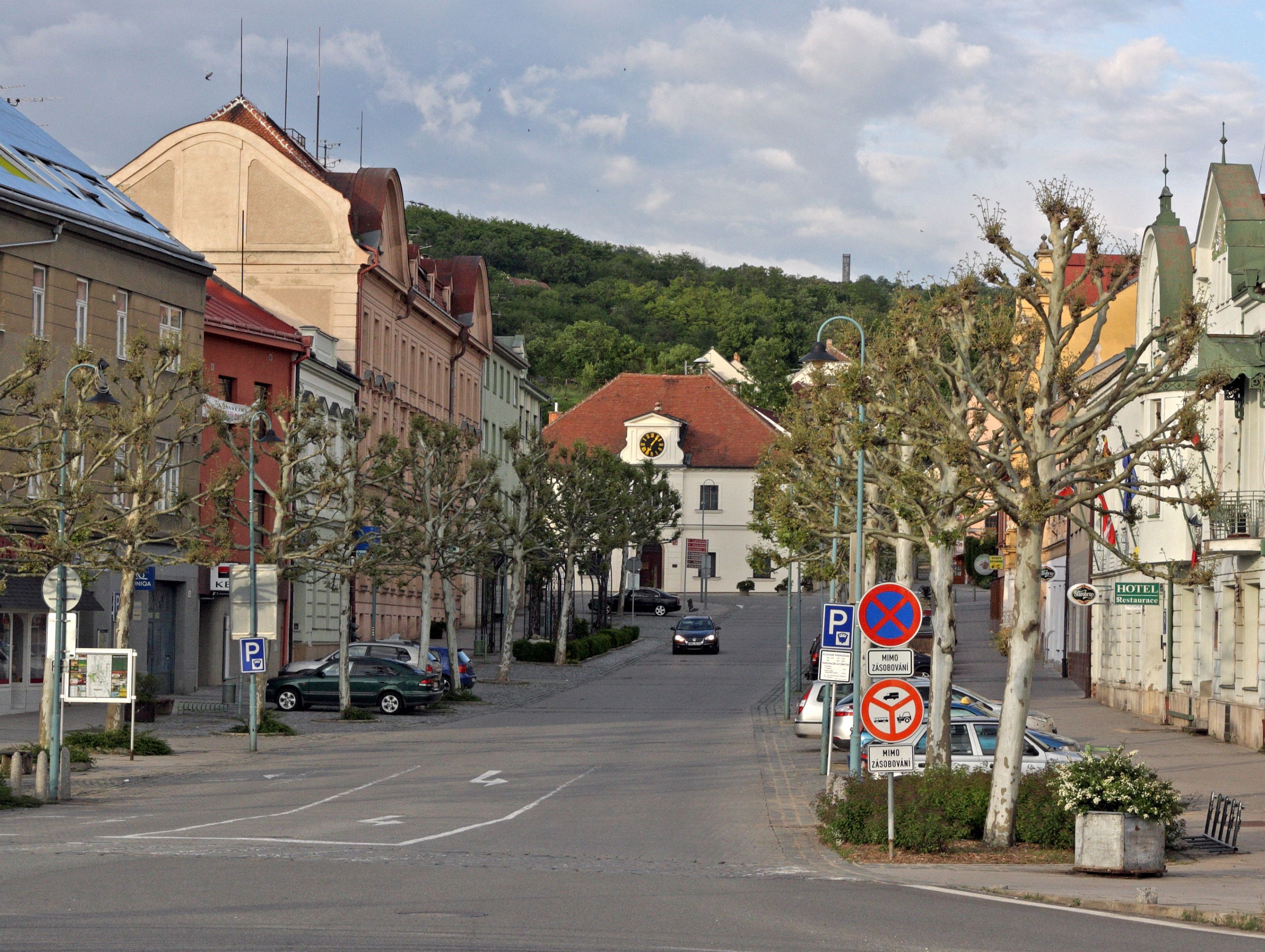
Židlochovice - widok od strony mostu
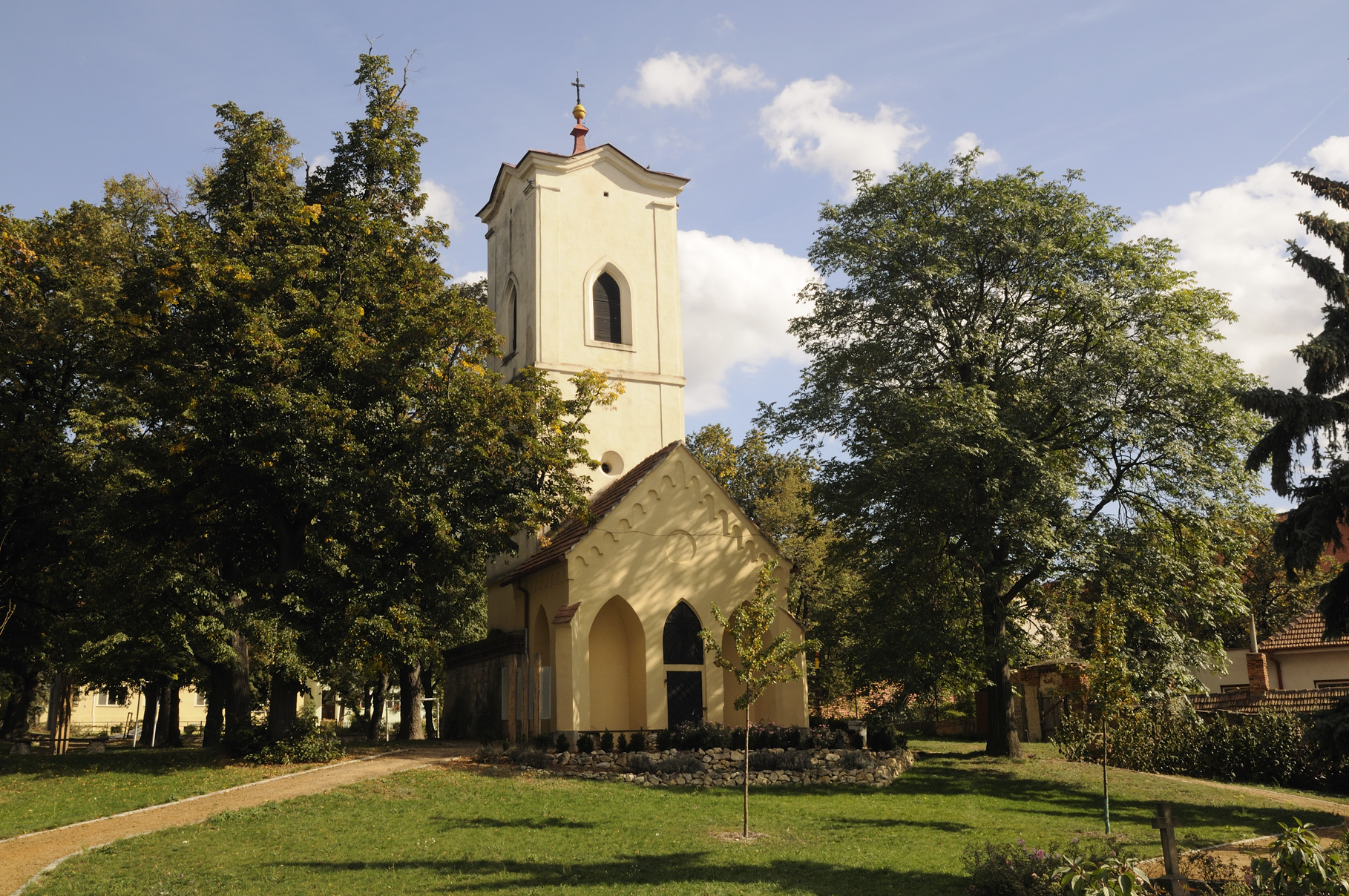
Kościół św. Barbary
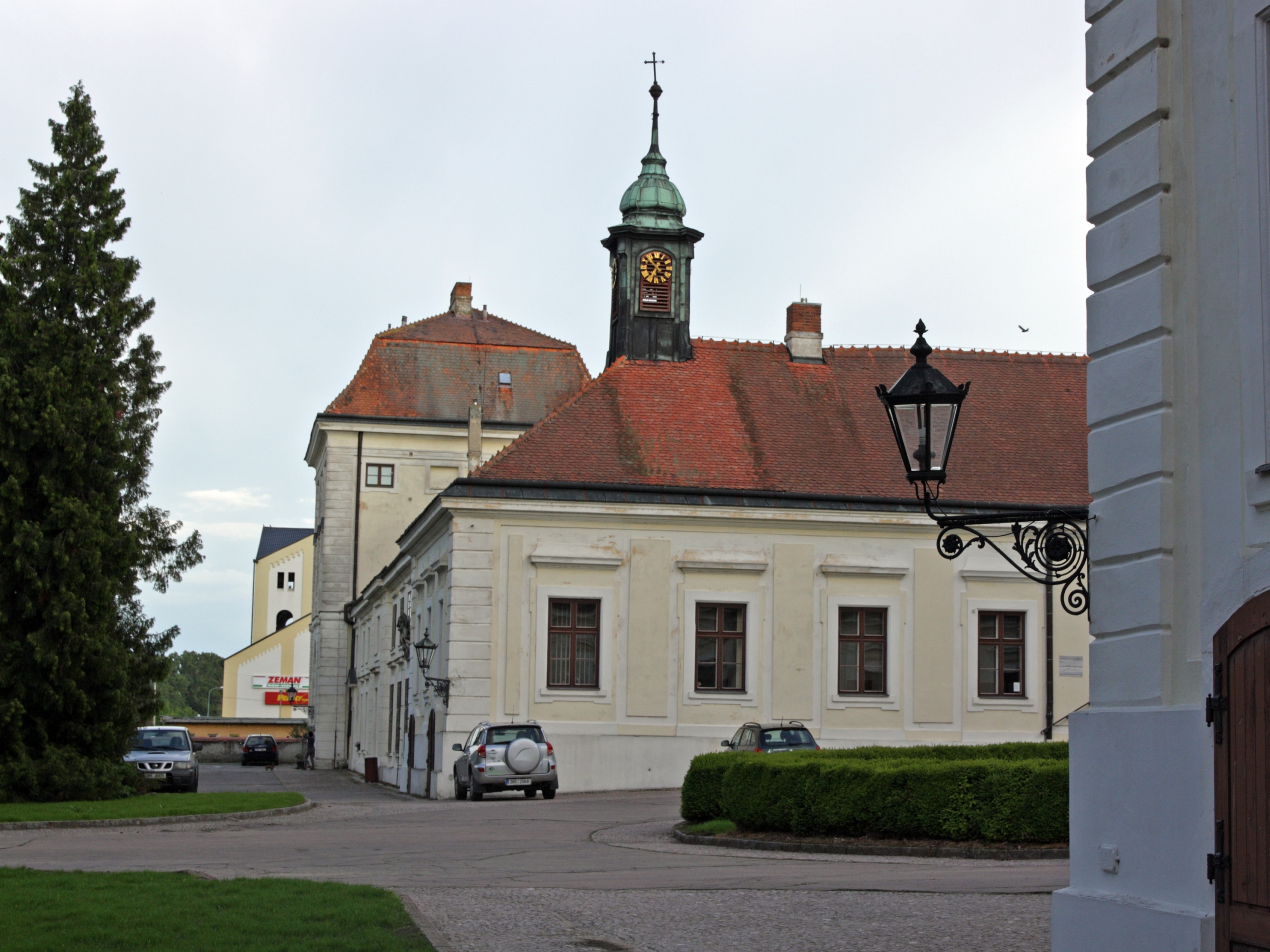
Pałac, skrzydło z dzwonnicą
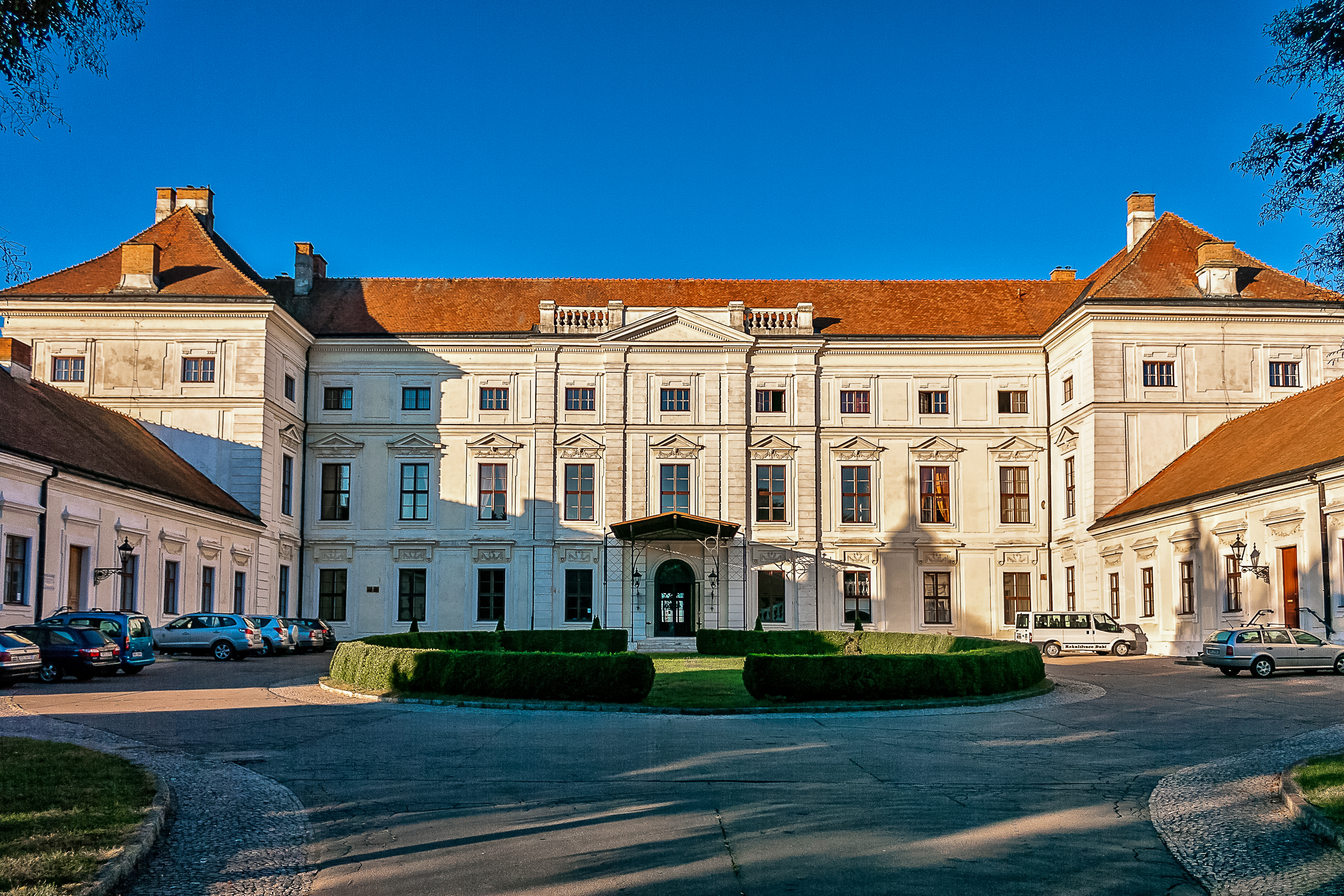
Pałac, główna fasada
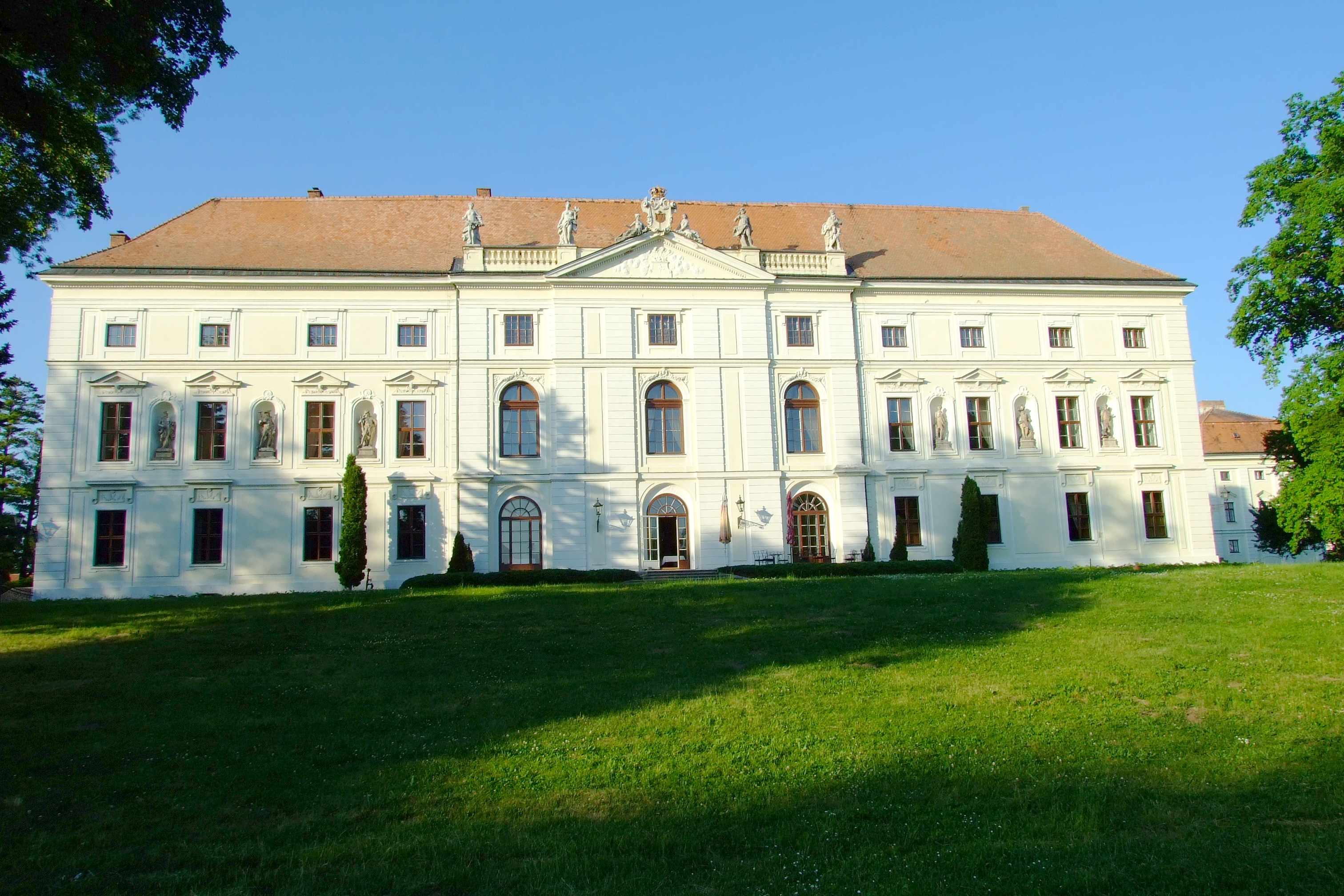
Pałac, widok od strony ogrodu